# Carmina Martinavarro Molla
Carmina Martinavarro Molla (Castelló de la Plana, 15 d'abril de 1972) és una política valenciana, diputada a les Corts Valencianes en la V Legislatura.
Llicenciada en Psicologia per la Universitat Jaume I i militant del PSPV-PSOE, a les eleccions municipals espanyoles de 1995 fou elegida regidora de l'Ajuntament d'Almassora. Fou elegida diputada a les eleccions a les Corts Valencianes de 1999. De 1999 a 2003 ha estat secretària de la Comissió de Coordinació, Organització i Règim de les Institucions de la Generalitat i de la Comissió Especial per a l'estudi de la sequera a la Comunitat Valenciana. Posteriorment ha estat diputada a la diputació de Castelló i secretària general de l'Agrupació Socialista d'Almassora.
Després de les eleccions municipals espanyoles de 2015 ha continuat com a regidora de l'Ajuntament d'Almassora, on s'ocupa de les competències de Territori, Mobilitat Urbana, Patrimoni i Vivenda.